# Luigi De Agostini
Luigi De Agostini (Udine, 1961. április 7. –) olasz válogatott labdarúgó.

## Pályafutása

### Klubcsapatban
Udinében született, a pályafutását is itt kezdte az Udinese csapatában. A felnőttek között 1980. március 23-án mutatkozott be egy Napoli elleni mérkőzésen. 1981-ben egy évre kölcsönadták a Serie C-ben szereplő Trento együttesének, de játszott a Catanzaróban is, mielőtt visszatért Udinébe. 1986-ban a Hellas Verona igazolta le, ahol egy évet töltött. A következő idényben a Juventushoz írt alá. A Juventusban töltött 5 éve alatt meghatározó játékossá vált, elsősorban a védekező munkája miatt, de a támadásokból is kivette a részét, amit a góljainak száma is mutat. A védekező stílus ellenére Michel Platini visszavonulása után megkapta a 10-es mezt.
1990-ben megnyerte az olasz kupát és az UEFA-kupát, ahol a Fiorentina ellen gólt szerzett. Emlékezetes a következő idényben kihagyott büntetője szintén a Fiorentina ellen, amit Roberto Baggio helyett végzett el, aki nem szeretett volna az egykori klubja ellen büntetőt rúgni.
1992-ben az Internazionale játékosa lett egy évre, 1993-ban pedig a Reggiana szerződtette, ahol még két szezont játszott. 1995-ben vonult vissza. Összesen 15 szezont játszott a Serie A-ban, ahol 378 mérkőzésen 33 gólt szerzett.

### A válogatottban
Tagja volt az 1988. évi nyári olimpiai játékokon részt vevő U23-as válogatott keretének, mellyel a negyedik helyen végeztek.
1987 és 1991 között 36 alkalommal szerepelt az olasz válogatottban és 4 gólt szerzett. 1987. május 28-án mutatkozott be egy Norvégia elleni 0–0-s döntetlen alkalmával. 
Részt vett az 1988-as Európa-bajnokságon, ahol gólt szerzett a Dánia elleni csoportmérkőzésen és az 1990-es világbajnokságon.

## Sikerei, díjai
Udinese
- Serie B (1): 1978–79
- Közép-európai kupa (1): 1979–80

Juventus
- Olasz kupa (1): 1989–90
- UEFA-kupa (1): 1989–90

Olaszország
- Világbajnoki bronzérmes (1): 1990

## Külső hivatkozások
- Luigi De Agostini – a FIFA adatbázisában
- Luigi De Agostini adatlapja a National-Football-Teams.com oldalon (angolul)

- Luigi De Agostini (angol nyelven). FootballDatabase.eu
- Luigi De Agostini (angol nyelven). eu-football.info
- Luigi De Agostini (olasz nyelven). figc.it, FIGC. [2018. július 9-i dátummal az eredetiből archiválva]. (Hozzáférés: 2018. július 25.)